# Gerhard Schönherr
Gerhard Schönherr (* 7. Oktober 1926 in Chemnitz; † 20. September 2016 in Zehdenick) war ein deutscher Generalmajor der NVA und stellvertretender Minister für Außenhandel der DDR.

## Leben
Schönherr, Sohn eines Strumpfwirkers, besuchte die Volksschule und erlernte nach dem Abitur in den Jahren 1941 bis 1943 den Beruf des Maschinenschlossers. Er kam im Jahr 1944 zunächst zum Reichsarbeitsdienst (RAD) und leistete von 1944 bis 1945 Kriegsdienst in der Wehrmacht, zuletzt als Gefreiter in einem Luftwaffenfeldregiment.
Nach dem Zweiten Weltkrieg arbeitete er als Schlosser und trat im Jahr 1945 in die SPD ein. Von 1945 bis 1946 studierte er an der Ingenieur-Schule Ilmenau. Im Jahr 1946 wurde er mit der Zwangsvereinigung von SPD und KPD Mitglied der Sozialistischen Einheitspartei Deutschlands (SED) und arbeitete 1946/47 erneut als Schlosser. Von 1947 bis 1949 war er Student der Arbeiter-und-Bauern-Fakultät Chemnitz und von 1949 bis 1953 der Technischen Hochschule Dresden. In den Jahren 1953 bis 1955 war er Referent bzw. Abteilungsleiter im Staatssekretariat für Hochschulen in Berlin. Am 1. Januar 1956 trat er in die Kasernierte Volkspolizei (KVP) ein und besuchte die Hochschule für Offiziere der KVP. Noch im selben Jahr fand er Verwendung als Offizier in der Verwaltung Ingenieurtechnischer Dienst im Ministerium für Nationale Verteidigung der DDR. Von 1961 bis 1965 fungierte er als Leiter der Abteilung Beschaffung der Ingenieurtechnischen Hauptverwaltung des Ministeriums für Außen- und innerdeutschen Handel, von 1965 bis 1966 als stellvertretender Leiter der Hauptverwaltung Ingenieurtechnik und Leiter des Bereichs Spezieller Außenhandel (BSA) im Ministerium für Außen- und innerdeutschen Handel. Von 1966 bis 1975 war er Leiter dieses Bereichs im Ministerium für Außenwirtschaft und von 1975 bis 1981 im Ministerium für Außenhandel. Am 2. Oktober 1980 wurde er von Erich Honecker zum Generalmajor ernannt. Im Jahr 1981 wurde er stellvertretender Minister für Außenhandel und leitete weiterhin den Bereich Spezieller Außenhandel (BSA), der laut „Spezieller Exportordnung“ vom 30. September 1986, einer Anordnung des Ministerrates, die planmäßigen Transporte von Militärtechnik ins Ausland durchführte. Am 30. Juni 1988 wurde er aus dem Militärdienst entlassen und im Ministerium für Außenhandel von Oberst Hans-Ulrich Metzler abgelöst.
Schönherr wurde im 1. Untersuchungsausschuss Kommerzielle Koordinierung des Deutschen Bundestags am 3. November 1992 als Zeuge vernommen.
Schönherr lebte zuletzt in Königs Wusterhausen. Er starb im Alter von 89 Jahren und wurde auf dem Friedhof in Königs Wusterhausen bestattet. Schönherr starb am 20. September 2016 in Zehdenick.

## Auszeichnungen
- 1975 Vaterländischer Verdienstorden in Bronze und 1986 in Silber
- 1983 Kampforden „Für Verdienste um Volk und Vaterland“ in Gold
- 1986 Orden der Freundschaft der ČSSR[6]